# Beyrie-sur-Joyeuse
Pour les articles homonymes, voir Beyrie et Joyeuse.
Beyrie-sur-Joyeuse (en basque: Bithirina) est une commune française, située dans le département des Pyrénées-Atlantiques en région Nouvelle-Aquitaine.
Le gentilé est Bithirindar.

## Géographie

### Localisation
La commune de Beyrie-sur-Joyeuse se trouve dans le département des Pyrénées-Atlantiques, en région Nouvelle-Aquitaine.
Elle se situe à 92 km par la route de Pau, préfecture du département, à 48 km de Bayonne, sous-préfecture, et à 6 km de Saint-Palais, bureau centralisateur du canton du Pays de Bidache, Amikuze et Ostibarre dont dépend la commune depuis 2015 pour les élections départementales.
La commune fait en outre partie du bassin de vie de Saint-Palais.
Les communes les plus proches sont : 
Orsanco (2,5 km), Luxe-Sumberraute (3,7 km), Garris (3,7 km), Saint-Palais (4,2 km), Béguios (5,2 km), Aïcirits-Camou-Suhast (5,3 km), Amendeuix-Oneix (5,5 km), Méharin (5,7 km).
Sur le plan historique et culturel, Beyrie-sur-Joyeuse fait partie de la province de la Basse-Navarre, un des sept territoires composant le Pays basque,. La Basse-Navarre en est la province la plus variée en ce qui concerne son patrimoine, mais aussi la plus complexe du fait de son morcellement géographique. Depuis 1999, l'Académie de la langue basque ou Euskalzaindia divise la Basse-Navarre en six zones,. La commune est dans le Pays de Mixe (Amikuze), au nord-est de ce territoire.

### Communes limitrophes
Les communes limitrophes sont  Amendeuix-Oneix, Amorots-Succos, Armendarits, Béguios, Lantabat, Luxe-Sumberraute, Méharin, Orsanco et Saint-Palais.
| Béguios, Amorots-Succos | Luxe-Sumberraute   | Amendeuix-Oneix |
| Méharin                 | Beyrie-sur-Joyeuse | Saint-Palais    |
| Armendarits             | Lantabat           | Orsanco         |

### Hydrographie

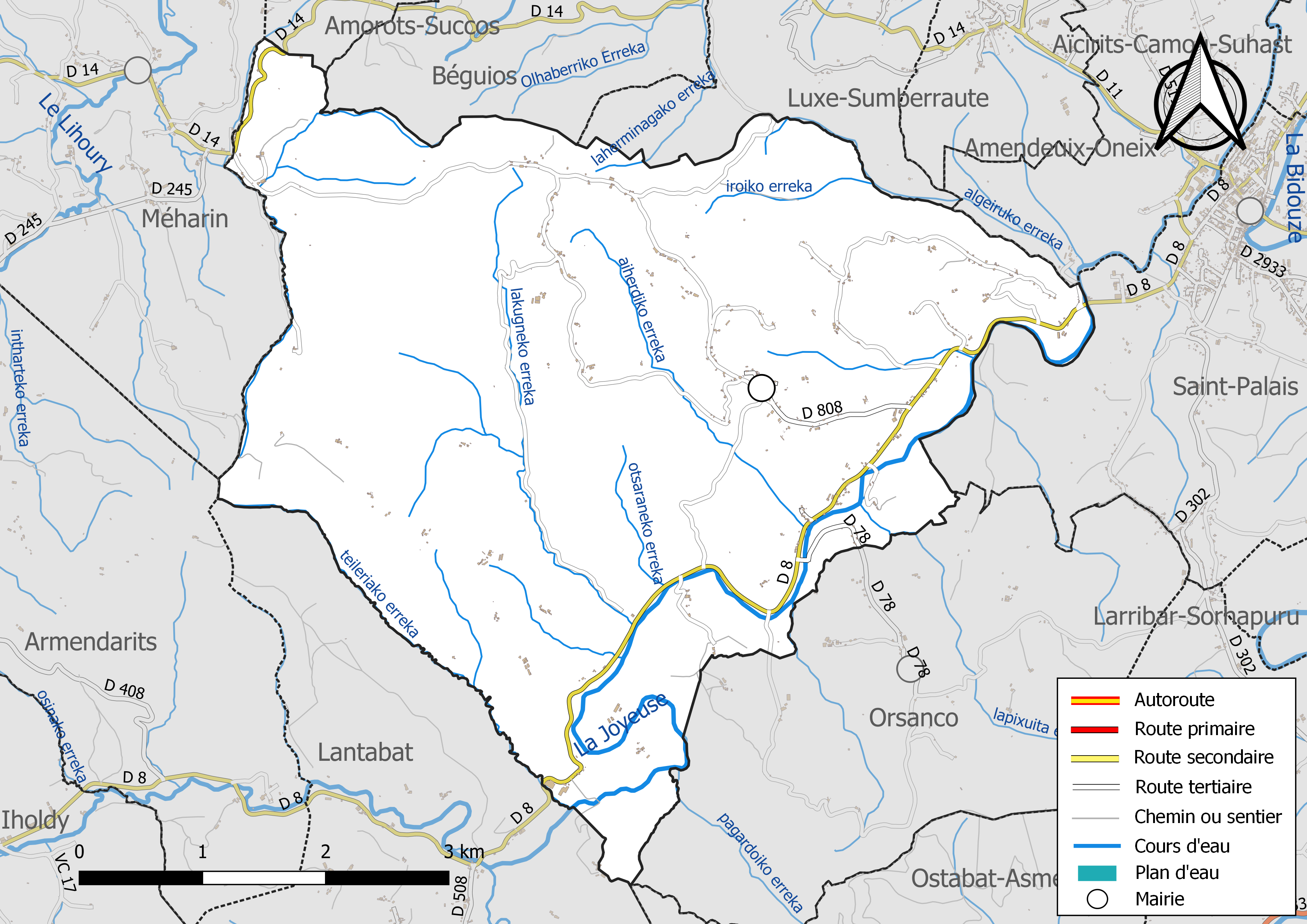
Réseaux hydrographique et routier de Beyrie-sur-Joyeuse.

La commune est drainée par la Joyeuse, aiherdiko erreka, algeiruko erreka, un bras de la Joyeuse, iroiko erreka, laherminagako erreka, lakugneko erreka, Lapitchuta Erréka, otsaraneko erreka, Pagardoyko erreka, Teilérako erreka, et par divers petits cours d'eau, constituant un réseau hydrographique de 36 km de longueur totale,.
La Joyeuse, d'une longueur totale de 26,7 km, prend sa source dans la commune d'Iholdy et s'écoule vers le nord-est. Elle traverse la commune et se jette dans la Bidouze à Amendeuix-Oneix, après avoir traversé 7 communes.

### Climat
Pour des articles plus généraux, voir Climat de la Nouvelle-Aquitaine et Climat des Pyrénées-Atlantiques.
Historiquement, la commune est exposée à un micro climat océanique basque.  
En 2020, Météo-France publie une typologie des climats de la France métropolitaine dans laquelle la commune est exposée à un climat de montagne et est dans la région climatique Pyrénées atlantiques, caractérisée par une pluviométrie élevée (>1 200 mm/an) en toutes saisons, des hivers très doux (7,5 °C en plaine) et des vents faibles.
Pour la période 1971-2000, la température annuelle moyenne est de 13,7 °C, avec une amplitude thermique annuelle de 13,3 °C. Le cumul annuel moyen de précipitations est de 1 389 mm, avec 12,6 jours de précipitations en janvier et 8,6 jours en juillet. Pour la période 1991-2020, la température moyenne annuelle observée sur la station météorologique la plus proche, située sur la commune d'Aïcirits-Camou-Suhast à 5 km à vol d'oiseau, est de 14,3 °C et le cumul annuel moyen de précipitations est de 1 219,1 mm,. Pour l'avenir, les paramètres climatiques de la commune estimés pour 2050 selon différents scénarios d’émission de gaz à effet de serre sont consultables sur un site dédié publié par Météo-France en novembre 2022.

### Milieux naturels et biodiversité

#### Réseau Natura 2000
Le réseau Natura 2000 est un réseau écologique européen de sites naturels d'intérêt écologique élaboré à partir des Directives « Habitats » et « Oiseaux », constitué de zones spéciales de conservation (ZSC) et de zones de protection spéciale (ZPS).
Un site Natura 2000 a été défini sur la commune au titre de la « directive Habitats » : « la Bidouze (cours d'eau) », d'une superficie de 2 570 ha, un vaste réseau hydrographique drainant les coteaux du Pays basque,.

#### Zones naturelles d'intérêt écologique, faunistique et floristique
L’inventaire des zones naturelles d'intérêt écologique, faunistique et floristique (ZNIEFF) a pour objectif de réaliser une couverture des zones les plus intéressantes sur le plan écologique, essentiellement dans la perspective d’améliorer la connaissance du patrimoine naturel national et de fournir aux différents décideurs un outil d’aide à la prise en compte de l’environnement dans l’aménagement du territoire.
Trois ZNIEFF de type 2 sont recensées sur la commune, : 
- les « landes, bois et prairies du bassin de la Bidouze » (11 263,46 ha), couvrant 25 communes du département[25] ;
- les « landes, bois et prairies du Pays de Mixe » (1 739,31 ha), couvrant 9 communes du département[26] ;
- le « réseau hydrographique de la Bidouze et annexes hydrauliques » (2 867,4 ha), couvrant 30 communes dont 1 dans les Landes et 29 dans les Pyrénées-Atlantiques[27].

## Urbanisme

### Typologie
Au 1er janvier 2024, Beyrie-sur-Joyeuse est catégorisée commune rurale à habitat très dispersé, selon la nouvelle grille communale de densité à sept niveaux définie par l'Insee en 2022.
Elle est située hors unité urbaine. Par ailleurs la commune fait partie de l'aire d'attraction de Saint-Palais, dont elle est une commune de la couronne,. Cette aire, qui regroupe 25 communes, est catégorisée dans les aires de moins de 50 000 habitants,.

### Occupation des sols

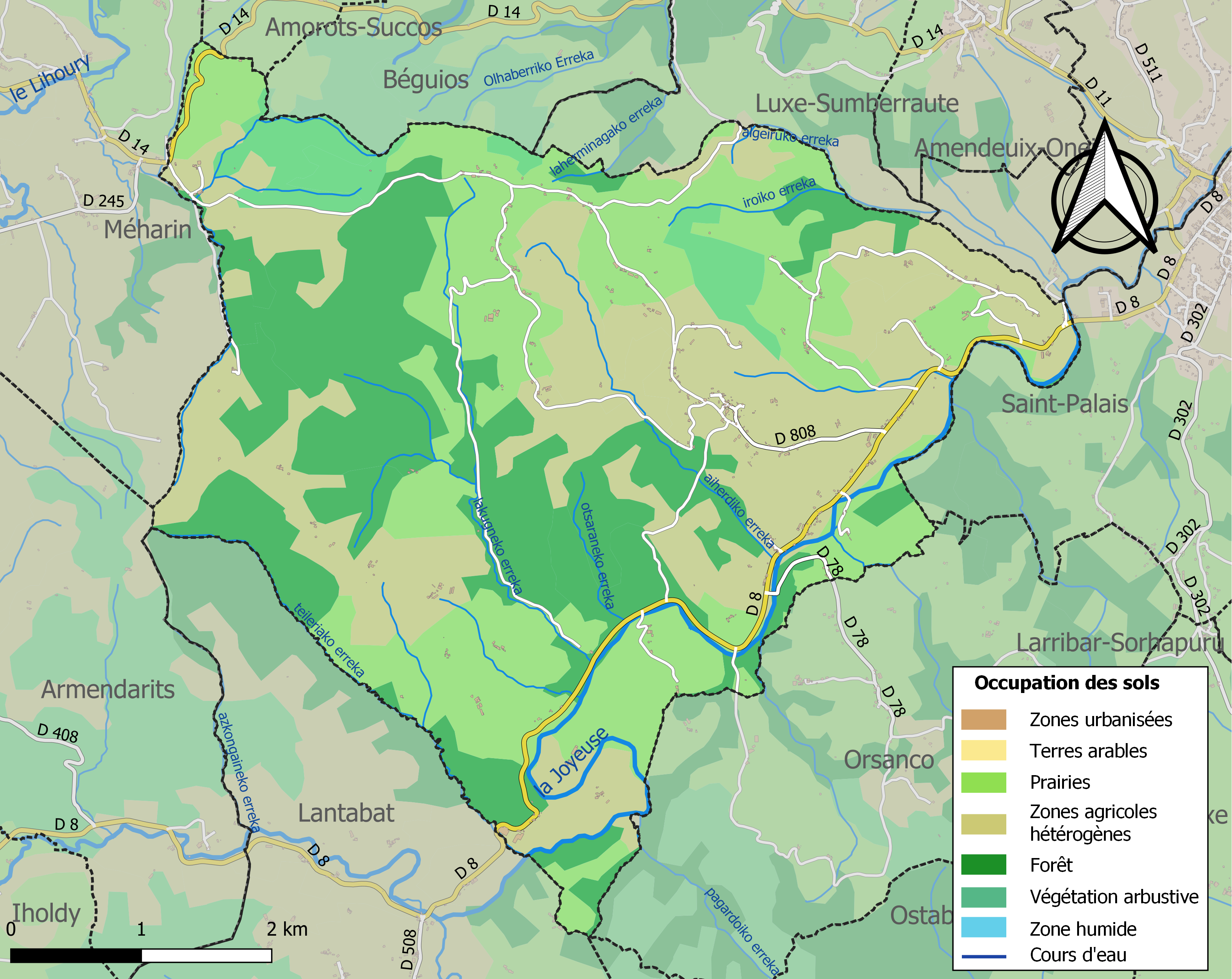
Carte des infrastructures et de l'occupation des sols de la commune en 2018 (CLC).

L'occupation des sols de la commune, telle qu'elle ressort de la base de données européenne d’occupation biophysique des sols Corine Land Cover (CLC), est marquée par l'importance des territoires agricoles (66,6 % en 2018), en augmentation par rapport à 1990 (63,3 %). La répartition détaillée en 2018 est la suivante : 
zones agricoles hétérogènes (35,1 %), prairies (31,4 %), forêts (28,8 %), milieux à végétation arbustive et/ou herbacée (4,6 %). L'évolution de l’occupation des sols de la commune et de ses infrastructures peut être observée sur les différentes représentations cartographiques du territoire : la carte de Cassini (XVIIIe siècle), la carte d'état-major (1820-1866) et les cartes ou photos aériennes de l'IGN pour la période actuelle (1950 à aujourd'hui).

### Lieux-dits et hameaux
- Abarakon[11]
- Abarakonborda[11]
- Achogorroa (ruines)[11]
- Achoroy[11]
- Aguerréa[11]
- Aintzi
- Aïntziborda[11]
- Alosteykoborda[11]
- Ametziarré[11]
- Apataberriko Borda[11]
- Apataberry[11]
- Apetchéko Borda[11]
- Aphatia[11]
- Arbretondoa[11]
- Arthecoipia[11]
- Aspiné[11]
- Atchimotenborda[11]
- Azkongaratéa[11]
- Azkongaratékoaldéa[11]
- Barneixborda[11]
- Basabarne
- Bazterretchia[11]
- Béheitia[11]
- Belchiténéa[11]
- Bentabe (ruines)[11]
- Béterbidéa[11]
- Bidartéa[11]
- Bidégania[11]
- Bombetenia[11]
- Bordarampéa[11]
- Borde[11]
- Bordengaray[11]
- Bordibarre
- Celhaya[11]
- Celhayguibel[11]
- Charlotenia[11]
- Composta[11]
- Curutzézaharréa[11]
- Curutzézaharréa Borda[11]
- Dombakoborda[11]
- Donnemaria[11]
- Eremia[11],[32]
- Ertorania[11]
- Eskaya[11]
- Esquillia[11]
- Etcheberry[11]
- Etchegaraya (ruines)[11]
- Etchehastia[11]
- Gainborda[11]
- Garatia[11]
- Garigain[11]
- Goyenetchia[11]
- Haranburua[11]
- Harrilbeltzaguéko Borda[11]
- Harrilbeltzagué[11]
- Haystoya[11]
- Héguy[11]
- Ilharramonoa[11]
- Ilharria[11]
- Iparréa[11]
- Iriart[11]
- Ithorrochia[11]
- Ithurbidéa[11]
- Ithurbidéko Borda[11]
- Jacquessénéa[11]
- Jaouriax[11]
- Jauberria[11]
- Jauréguiko Borda[11]
- Joancho[11]
- Kurutzaldia[11]
- Larraldia[11]
- Larramendy[11]
- Larrartéa[11]
- Larrondoa[11]
- Larrondonkoborda[11]
- Latzunia[11]
- Laxague[11]
- Légarria[11]
- Lukia[11]
- Martiteya[11]
- Mendiburua[11]
- Mendigaya[11]
- Mendigayako Borda[11]
- Mendiondoa[11]
- Mitigna Oyhané[11]
- Morteillia[11]
- Obiloua[11]
- Obilouretchéverria[11]
- Obilozaharre
- Obiluakoborda[11]
- Ordokia[11]
- Oriks[11]
- Othaka[11]
- Oxarania[11]
- Oyhamburua[11]
- Oyhenartéa[11]
- Péko (Borda - deux toponymes)[11]
- Pékotchia[11]
- Pichorténéa[11]
- Plaza
- Puchulu[11]
- Sallaberria[11]
- Sarbiléa[11]
- Surzaya[11]
- Titondeya[11]
- Uhaldeçahatia[11]
- Urbéroa[11]
- Urrutia[11]
- Zaldumbidia[11]

### Voies de communication et transports
Beyrie-sur-Joyeuse est desservie par les routes départementales D 8, D 78 et D 808.

### Risques majeurs
Le territoire de la commune de Beyrie-sur-Joyeuse est vulnérable à différents aléas naturels : météorologiques (tempête, orage, neige, grand froid, canicule ou sécheresse), inondations, feux de forêts et séisme (sismicité moyenne). Un site publié par le BRGM permet d'évaluer simplement et rapidement les risques d'un bien localisé soit par son adresse soit par le numéro de sa parcelle.
Certaines parties du territoire communal sont susceptibles d’être affectées par le risque d’inondation par une crue torrentielle ou à montée rapide de cours d'eau, notamment la Joyeuse. La commune a été reconnue en état de catastrophe naturelle au titre des dommages causés par les inondations et coulées de boue survenues en 1982, 1983, 2008, 2009 et 2014,.
Beyrie-sur-Joyeuse est exposée au risque de feu de forêt. En 2020, le premier plan de protection des forêts contre les incendies (PDPFCI) a été adopté pour la période 2020-2030. La réglementation des usages du feu à l’air libre et les obligations légales de débroussaillement dans le département des Pyrénées-Atlantiques font l'objet d'une consultation de public ouverte du 16 septembre au 7 octobre 2022,.

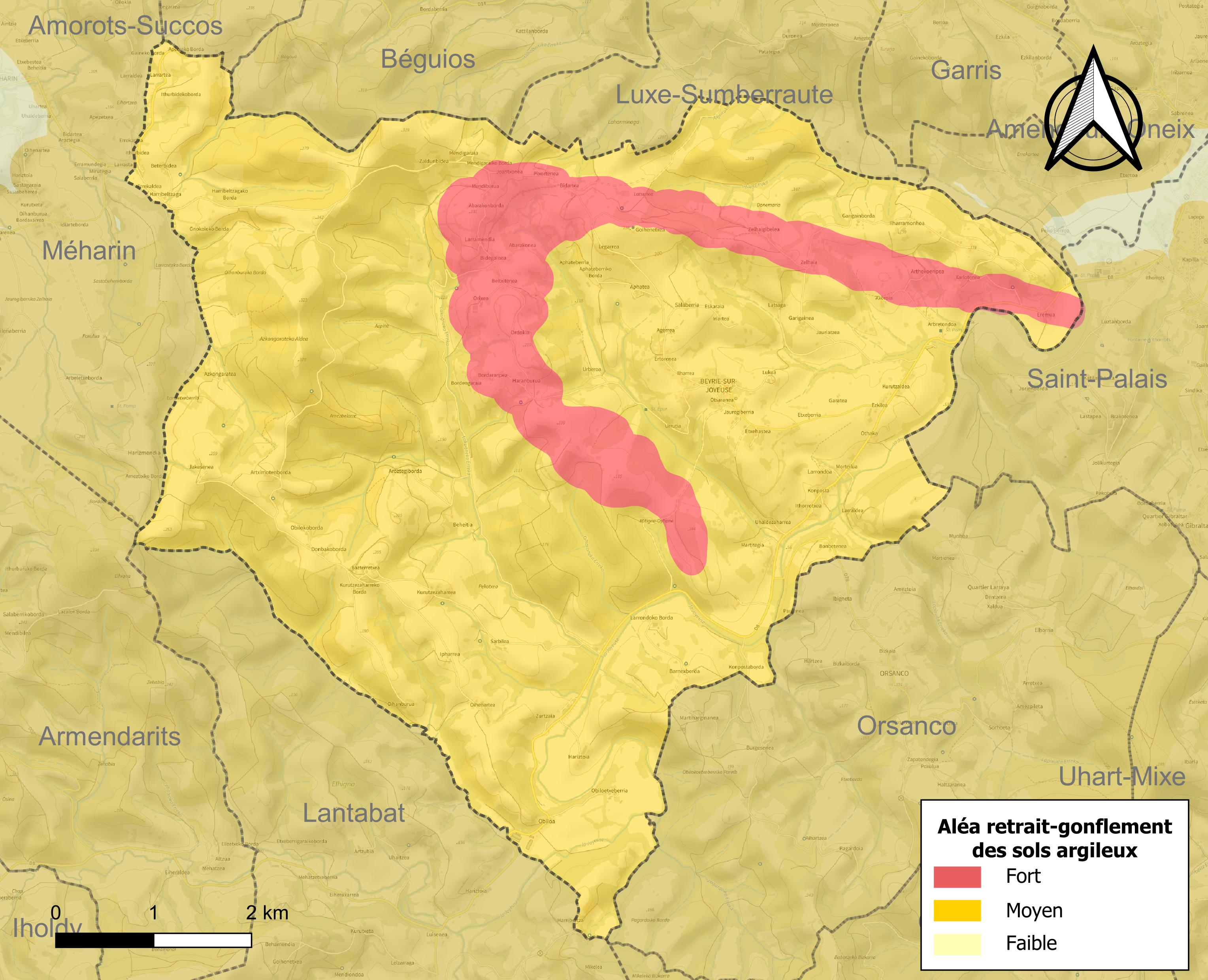
Carte des zones d'aléa retrait-gonflement des sols argileux de Beyrie-sur-Joyeuse.

Le retrait-gonflement des sols argileux est susceptible d'engendrer des dommages importants aux bâtiments en cas d’alternance de périodes de sécheresse et de pluie. La totalité de la commune est en aléa moyen ou fort (59 % au niveau départemental et 48,5 % au niveau national). Depuis le 1er octobre 2020, en application de la loi ELAN, différentes contraintes s'imposent aux vendeurs, maîtres d'ouvrages ou constructeurs de biens situés dans une zone classée en aléa moyen ou fort,.
Concernant les mouvements de terrains, la commune a été reconnue en état de catastrophe naturelle au titre des dommages causés par la sécheresse en 1989 et par des mouvements de terrain en 1994.

## Toponymie

### Attestations anciennes
Le toponyme Beyrie apparaît sous les formes 
Beyria (1072), 
Sanctus-Julianus de Beyre in Amixa (XIIe siècle, cartulaire de Sorde), 
Berina, Beirie et Beiries (1119), 
Beyrina (1125), 
Sanctus Julianus de Beirie (1160), 
Beyrina (1292), 
Beyrie (1350), 
Sent Juliaa de Beyrie (1472, notaires de Labastide-Villefranche), 
Beyria et Veyria (1621 pour ces deux formes, Martin Biscay).

Le 26 août 1961, Beyrie devient Beyrie-sur-Joyeuse.

### Étymologie
Jean-Baptiste Orpustan indique que Beyrie signifie « vitrerie », du gascon veiria.

### Autres toponymes
Le toponyme Aintzi apparaît sous les formes 
Aynciburu et Aynziburu (1621 pour ces deux formes, Martin Biscay), 
Aincie (1708, registre de la commune d'Irissarry) et 
Aincy (1863, dictionnaire topographique Béarn-Pays basque).
Près de Beyrie, le cartulaire de Dax mentionnait une église isolée, sanctus michael de erem, qui partage le toponyme avec la maison Eremia. Selon Jean-Baptiste Orpustan, le toponyme est hérité du latin eremus, originellement « désert », qui est devenu eremu dans le lexique basque, soit « étendue, surface ».

### Graphie basque
Son nom basque actuel est Bithiriña.

## Héraldique
| Blason | Blasonnement : Écartelé aux 1 et 4 de gueules à une aigle d'or ; aux 2 et 3 d'argent au lion d'azur. |

## Politique et administration
| Période                                  | Période  | Identité             | Étiquette | Qualité    |
| ---------------------------------------- | -------- | -------------------- | --------- | ---------- |
| 1983                                     | 1989     | Richard Gaby         |           |            |
| 1989                                     | 1995     | Jean Arrayet         |           |            |
| 1995                                     | 2008     | Jean-Claude Maintenu | DVD       |            |
| 2008                                     | 2014     | Jeanine Hourquebie   |           |            |
| 2014                                     | En cours | Gilbert Dublanc      |           | Technicien |
| Les données manquantes sont à compléter. |          |                      |           |            |

### Intercommunalité
La commune appartient à six structures intercommunales :
- la communauté d'agglomération du Pays Basque ;
- le SIVU de ramassage scolaire de Beyrie-sur-Joyeuse et Orsanco ;
- le syndicat AEP du pays de Mixe ;
- le syndicat d’énergie des Pyrénées-Atlantiques ;
- le syndicat intercommunal pour le fonctionnement des écoles d'Amikuze ;
- le syndicat intercommunal pour le soutien à la culture basque.

Beyrie-sur-Joyeuse accueille le siège du SIVU de ramassage scolaire de Beyrie-sur-Joyeuse et Orsanco.

## Population et société

### Démographie
Le recensement à caractère fiscal de 1412-1413, réalisé sur ordre de Charles III de Navarre, comparé à celui de 1551 des hommes et des armes qui sont dans le présent royaume de Navarre d'en deçà les ports, révèle une démographie en forte croissance. Le premier indique à Beyrie la présence de 10 feux, le second de 75 (72 + 3 feux secondaires).

Le recensement de la population de Basse-Navarre de 1695 dénombre 113 feux à Beyrie.
L'évolution du nombre d'habitants est connue à travers les recensements de la population effectués dans la commune depuis 1793. Pour les communes de moins de 10 000 habitants, une enquête de recensement portant sur toute la population est réalisée tous les cinq ans, les populations de référence des années intermédiaires étant quant à elles estimées par interpolation ou extrapolation. Pour la commune, le premier recensement exhaustif entrant dans le cadre du nouveau dispositif a été réalisé en 2005.

En 2022, la commune comptait 536 habitants, en évolution de +4,28 % par rapport à 2016 (Pyrénées-Atlantiques : +3,78 %, France hors Mayotte : +2,11 %).
| 1793 | 1800 | 1806 | 1821 | 1831 | 1836 | 1841 | 1846 | 1851 |
| ---- | ---- | ---- | ---- | ---- | ---- | ---- | ---- | ---- |
| 760  | 791  | 726  | 956  | 967  | 950  | 961  | 966  | 911  |

| 1856 | 1861 | 1866 | 1872 | 1876 | 1881 | 1886 | 1891 | 1896 |
| ---- | ---- | ---- | ---- | ---- | ---- | ---- | ---- | ---- |
| 826  | 793  | 770  | 736  | 776  | 767  | 721  | 688  | 709  |

| 1901 | 1906 | 1911 | 1921 | 1926 | 1931 | 1936 | 1946 | 1954 |
| ---- | ---- | ---- | ---- | ---- | ---- | ---- | ---- | ---- |
| 725  | 669  | 654  | 592  | 615  | 598  | 575  | 522  | 465  |

| 1962 | 1968 | 1975 | 1982 | 1990 | 1999 | 2005 | 2006 | 2010 |
| ---- | ---- | ---- | ---- | ---- | ---- | ---- | ---- | ---- |
| 446  | 425  | 450  | 451  | 460  | 464  | 505  | 508  | 513  |

| 2015 | 2020 | 2022 | - | - | - | - | - | - |
| ---- | ---- | ---- | - | - | - | - | - | - |
| 519  | 538  | 536  | - | - | - | - | - | - |

### Enseignement
La commune dispose d'une école élémentaire publique.

## Économie
La commune fait partie de la zone d'appellation de l'ossau-iraty.

## Culture locale et patrimoine

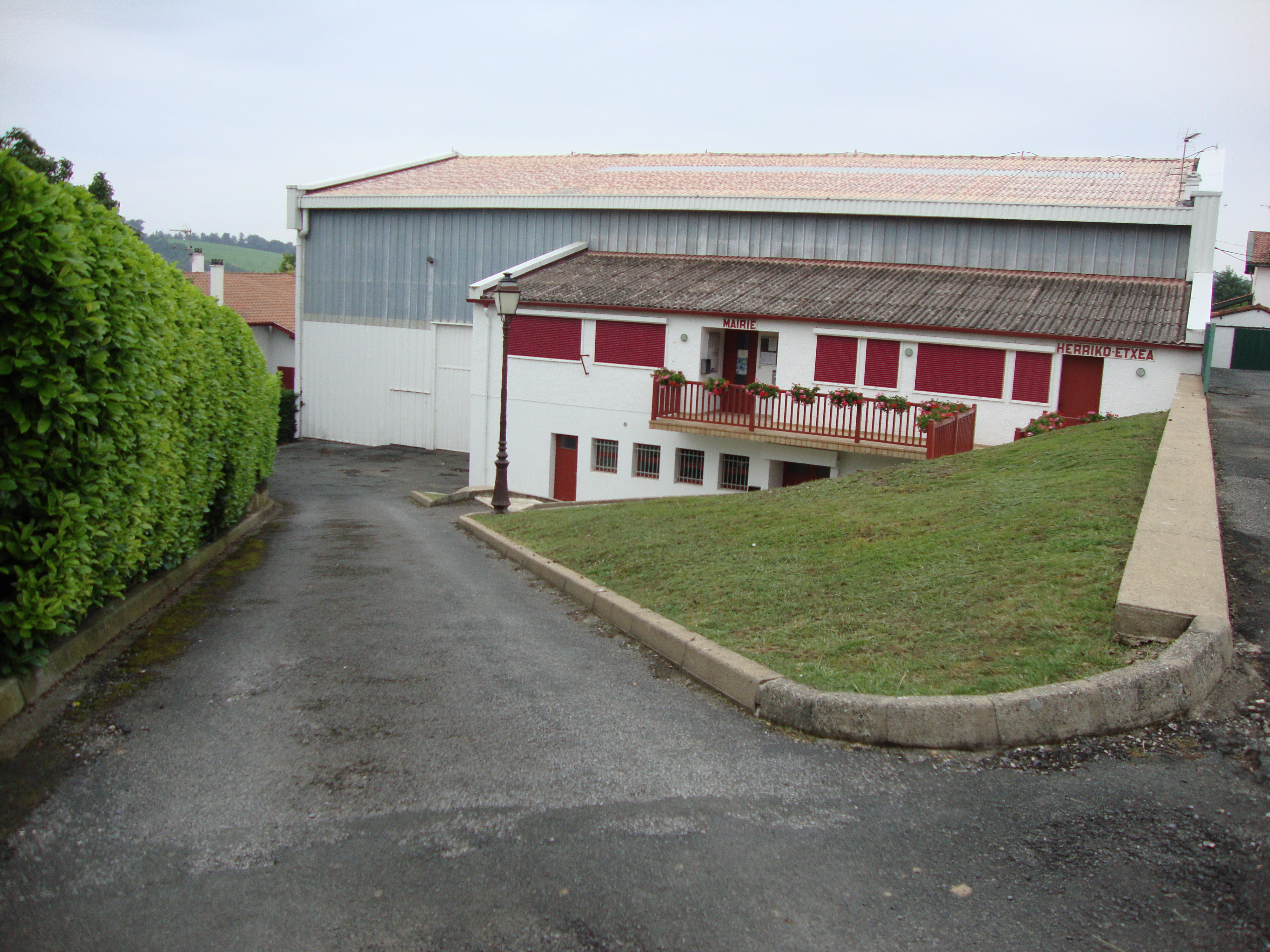
La mairie (au lieu-dit Plaza).
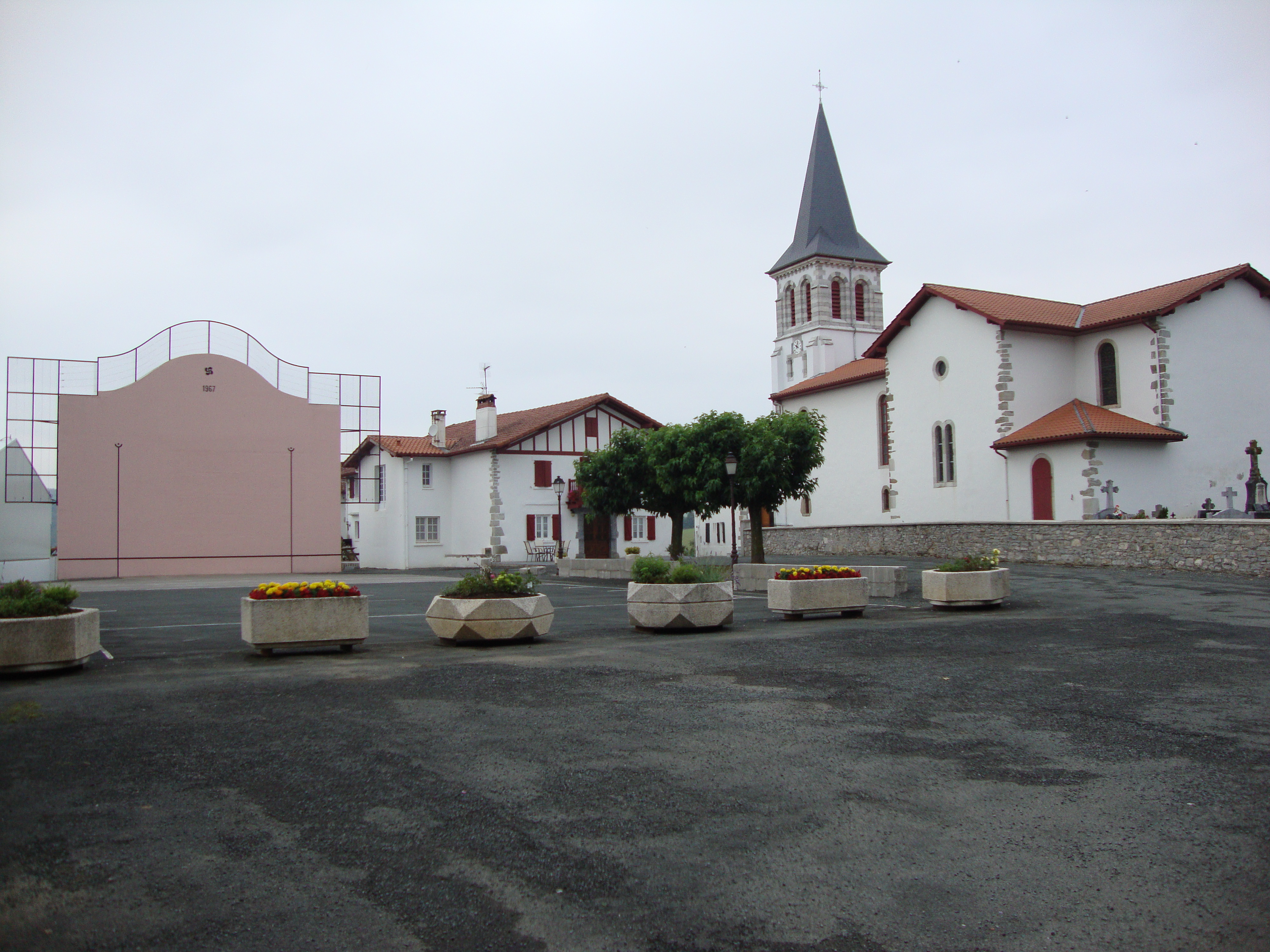
Plaza, avec le fronton et l'église.
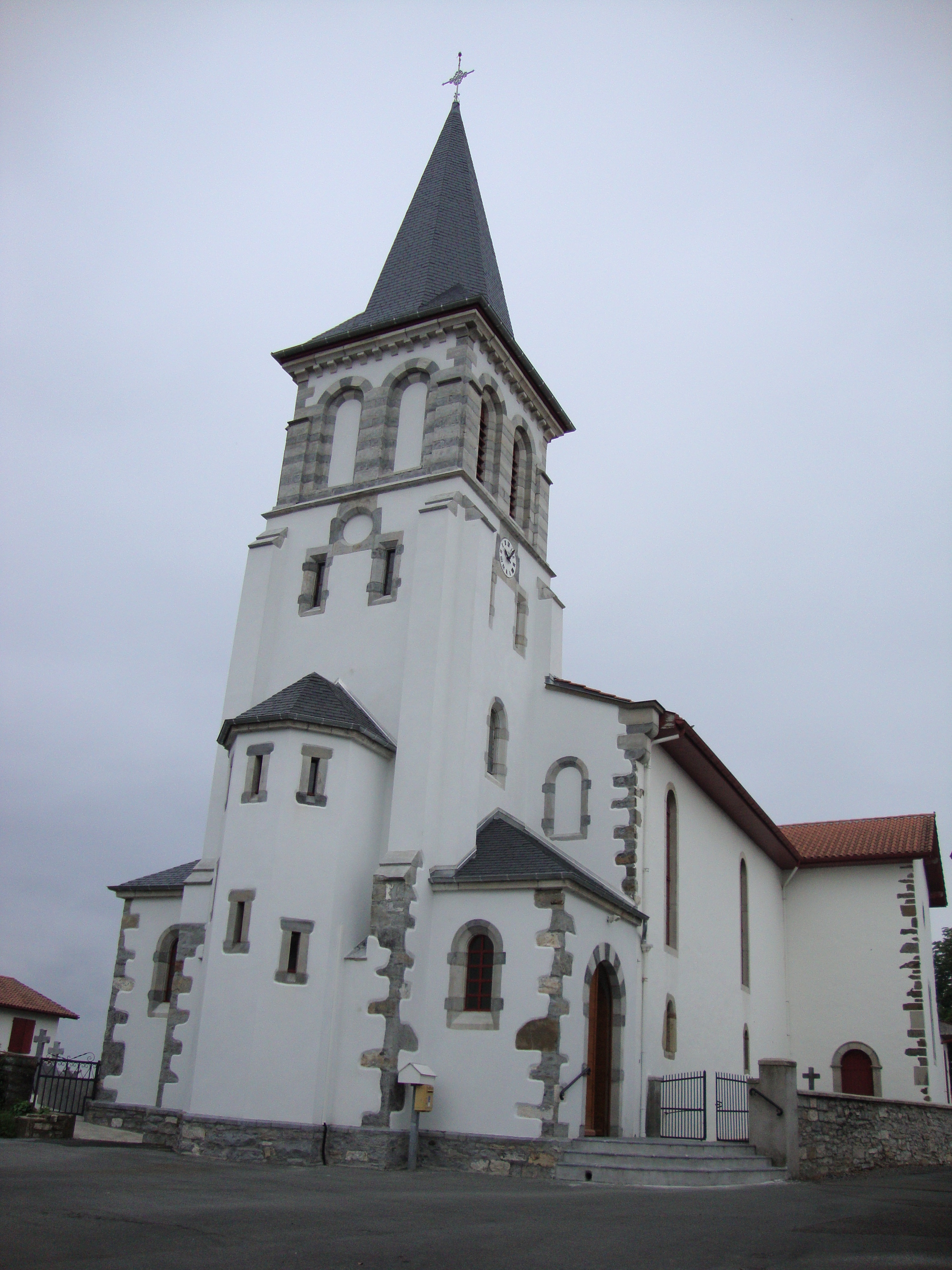
L'église Saint-Julien-de-Lescar.
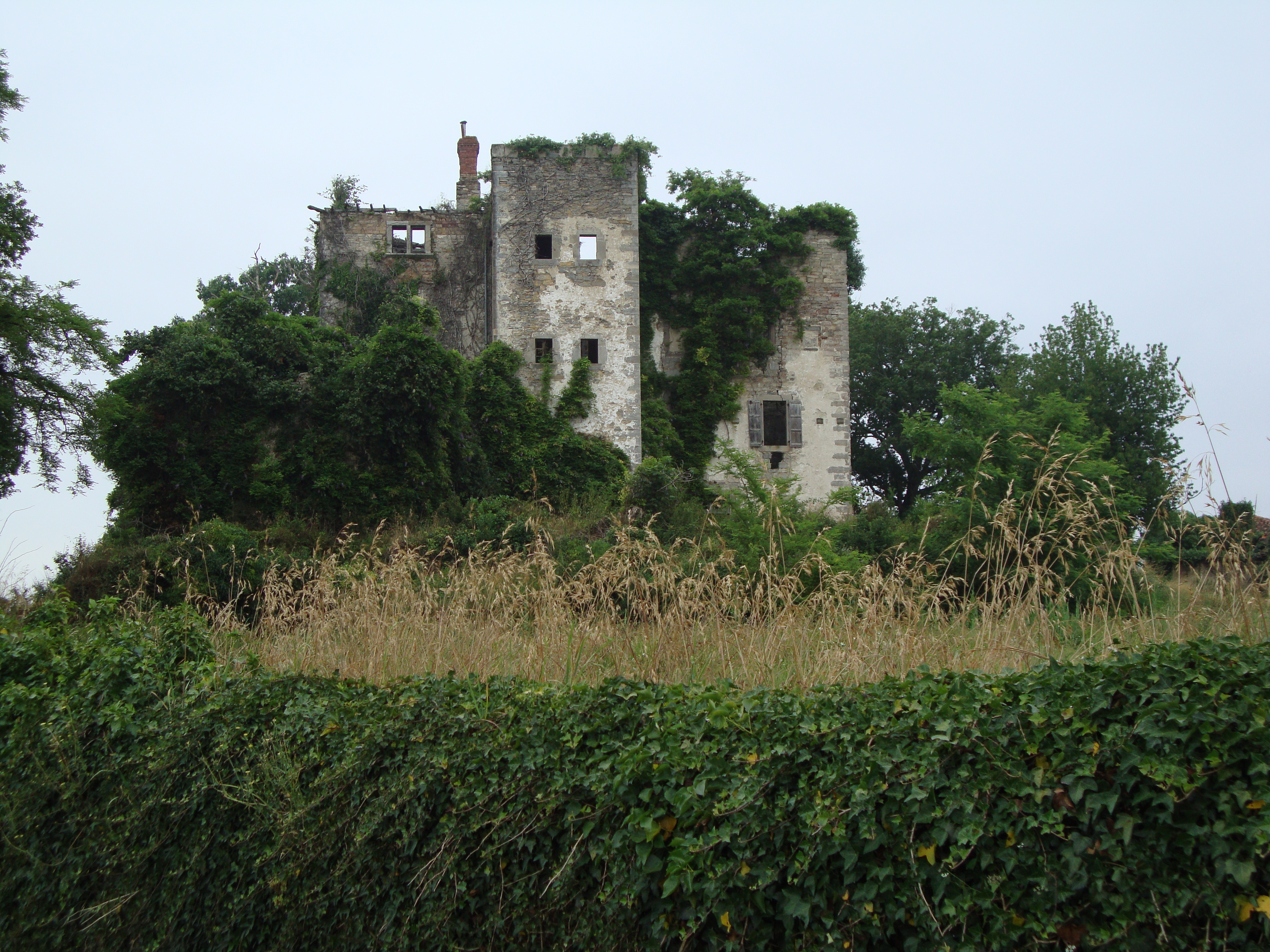
Le château.

### Langues
D'après la Carte des Sept Provinces Basques éditée en 1863 par le prince Louis-Lucien Bonaparte, le dialecte basque parlé à Beyrie-sur-Joyeuse est le bas-navarrais oriental.

### Mythologie
Xaindia, la sainte en basque, est le nom donné à l'héroïne d'une légende traditionnelle du pays de Beyrie et de la forêt d'Iraty.

### Patrimoine civil
Le château de Beyrie-sur-Joyeuse est une demeure seigneuriale (en basque jauregi) à l'état d'abandon. La maison forte à l'origine est antérieure à 1320[réf. souhaitée].

### Patrimoine religieux
L'église Saint-Julien-de-Lescar date de 1889. Elle est inscrite à l'Inventaire général du patrimoine culturel.

## Équipements

### Éducation
La commune dispose d'une école primaire.

## Personnalités liées à la commune
- Alex Dutilh, né en 1949, producteur et animateur à France Musique, critique de jazz.

## Pour approfondir